# Santa Rosa del Sur
Santa Rosa del Sur là một khu tự quản thuộc tỉnh Bolívar, Colombia. Thủ phủ của khu tự quản Santa Rosa del Sur đóng tại Santa Rosa del Sur Khu tự quản Santa Rosa del Sur có diện tích 2360 ki lô mét vuông. Đến thời điểm ngày 28 tháng 5 năm 2005, khu tự quản Santa Rosa del Sur có dân số 21466 người.